# Lando Conti
Lando Conti (1 de novembro de 1933 – 10 de fevereiro de 1986) foi um político italiano e ex-presidente da câmara de Florença, na Itália, assassinado pelo grupo terrorista Brigadas Vermelhas.

## Biografia
Conti foi presidente da câmara de Florença de 26 de março de 1984 a 26 de setembro de 1985. Ele era membro do Partido Republicano Italiano.
No dia 10 de fevereiro de 1986 Conti foi morto a tiros pelas Brigadas Vermelhas. Ele foi morto nas colinas fora da cidade. As Brigadas Vermelhas não assumiam a responsabilidade por um assassinato político desde 27 de março de 1985.
Conti está sepultado no Cimitero di Trespiano. Em 2000, o túmulo da sua família no cemitério histórico foi vandalizado.